# Фенолы

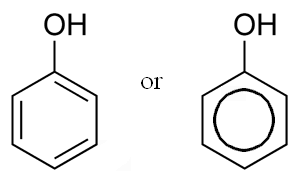
Фенол — простейший представитель класса фенолов

Фено́лы — органические соединения ароматического ряда, в молекулах которых гидроксильные группы (−OH) связаны с атомами углерода ароматического кольца.

## Классификация
По числу ароматических ядер (бензольных колец) различают собственно фенолы (1 бензольное кольцо), нафтолы (2 кольца), антролы (3 кольца), фенантролы (3 кольца), бензотетролы (4 колец).
По числу ОН-групп различают:
- одноатомные фенолы (аренолы): фенол (C6H5OH) и его гомологи
- двухатомные фенолы (арендиолы): пирокатехин, резорцин, гидрохинон (соответственно 1,2-, 1,3- и 1,4-дигидроксибензолы)
- трёхатомные фенолы (арентриолы): пирогаллол, гидроксигидрохинон, флороглюцин (соответственно 1,2,3-, 1,2,4- и 1,3,5-тригидроксибензолы)
- многоатомные фенолы

## Изомерия
Возможны 4 типа изомерии:
- изомерия положения заместителей в бензольном кольце
- изомерия боковой цепи (строения алкильного радикала и числа радикалов)
- межклассовая (простым эфирам)
- взаимного расположение гидроксильных групп

## Электронное строение
Фенолы представляют собой полярные соединения (диполи). Бензольное кольцо является отрицательным концом диполя, а OH-группа — положительным. Дипольный момент направлен в сторону бензольного кольца.

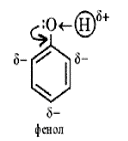
Электронное строение фенола

Как известно, гидроксильная группа является заместителем I рода, то есть она способствует повышению электронной плотности в бензольном кольце (особенно в орто- и пара-положениях). Это обусловлено тем, что одна из неподелённых пар электронов атома кислорода OH-группы вступает в сопряжение с π-системой бензольного кольца. Смещение неподелённой пары электронов атома кислорода в сторону бензольного кольца приводит к увеличению полярности связи O—H.
Таким образом, имеет место взаимное влияние атомов и атомных групп в молекуле фенола. Это взаимное влияние отражается в свойствах фенола.
Во-первых, повышается способность к замещению атомов водорода в орто- и пара-положениях бензольного ядра, и в результате реакций замещения обычно образуются три-замещённые производные фенола.
Во-вторых, увеличение полярности связи O—H под действием бензольного ядра и появление достаточно большого положительного заряда на атоме водорода приводит к тому, что молекулы фенола диссоциируют в водных растворах по кислотному типу.
Фенол является слабой кислотой. В этом состоит главное отличие фенолов от спиртов, которые являются неэлектролитами.

## Физические свойства
Большинство одноатомных фенолов при нормальных условиях представляют собой бесцветные кристаллические вещества с невысокой температурой плавления и характерным запахом. Фенолы малорастворимы в воде, хорошо растворяются в органических растворителях, токсичны, при хранении на воздухе постепенно темнеют в результате окисления.
Фенол C6H5OH (карболовая кислота) — бесцветное кристаллическое вещество, на воздухе окисляется и становится розовым, при обычной температуре ограниченно растворим в воде, выше 66 °C смешивается с водой в любых соотношениях. Фенол — токсичное вещество, вызывает ожоги кожи, является антисептиком.

## В живых организмах
Фенол представляет собой окончание боковой группы стандартной аминокислоты тирозина, и поэтому входит в состав практически каждой белковой молекулы.

## Химические свойства

### 1. Реакции с участием гидроксильной группы
Кислотные свойства
1. Диссоциация в водных растворах с образованием фенолят-ионов и ионов водорода;
2. Взаимодействие со щелочами с образованием фенолятов (отличие от спиртов);
3. Взаимодействие с активными металлами с образованием фенолятов (образующиеся в результате реакций 2 и 3) феноляты легко разлагаются при действии кислот. Даже такая слабая кислота, как угольная, вытесняет фенол из фенолятов, следовательно, фенол — ещё более слабая кислота, чем угольная).

При взаимодействии фенолятов с галогенпроизводными образуются простые и сложные эфиры.

### 2. Реакции с участием бензольного кольца
Реакции замещения
1. Галогенирование (взаимодействие с галогенами)
2. Нитрование (взаимодействие с азотной кислотой)
3. Сульфирование (взаимодействие с серной кислотой)

Реакции присоединения
1. Гидрирование (восстановление водородом до циклогексанола)

Качественные реакции на фенолы
В водных растворах одноатомные фенолы взаимодействуют с хлоридом железа(III) с образованием комплексных фенолятов, которые имеют красно-фиолетовую окраску (качественная реакция); окраска исчезает после прибавления синильной кислоты.

## Способы получения
1. Из каменноугольной смолы.
Каменноугольную смолу, содержащую в качестве одного из компонентов фенол, обрабатывают вначале раствором щёлочи (образуются феноляты), а затем — кислотой.
2. Сплавление аренсульфокислот со щёлочью:
C6H5-SO3Na + NaOH → C6H5-OH + Na2SO3
3. Взаимодействие галогенпроизводных ароматических углеводородов со щелочами:
C6H5-Cl + NaOH → C6H5-OH + NaCl
или с водяным паром:
C6H5-Cl + H2O → C6H5-OH + HCl

## Применение фенолов
Фенолы широко применяются в производстве пластмасс, красителей, взрывчатых веществ, резин, лекарств, моющих средств, ядохимикатов, топлива и других веществ. Основное применение фенолы находят в производстве различных феноло-альдегидных смол, полиамидов, полиарилатов, полиариленсульфонов, поликарбонатов, эпоксидных смол, антиоксидантов, бактерицидов и пестицидов (например, нитрафен). Алкилфенолы используют в производстве ПАВ, стабилизаторов и присадок к топливам. Двухатомные фенолы и их производные входят в состав дубителей для кожи и меха, модификаторов и стабилизаторов резин и каучуков, применяются для обработки кино- и фотоматериалов. В медицине фенолы и их производные используют в качестве антимикробных (фенол, резорцин), противовоспалительных (салол, осарсол), спазмолитических (адреналин, папаверин), жаропонижающих (аспирин, салициловая кислота), слабительных (фенолфталеин), адреномиметических (мезатон), вяжущих (танины) и других лекарственных средств, а также витаминов E и P.